# Var (flod)

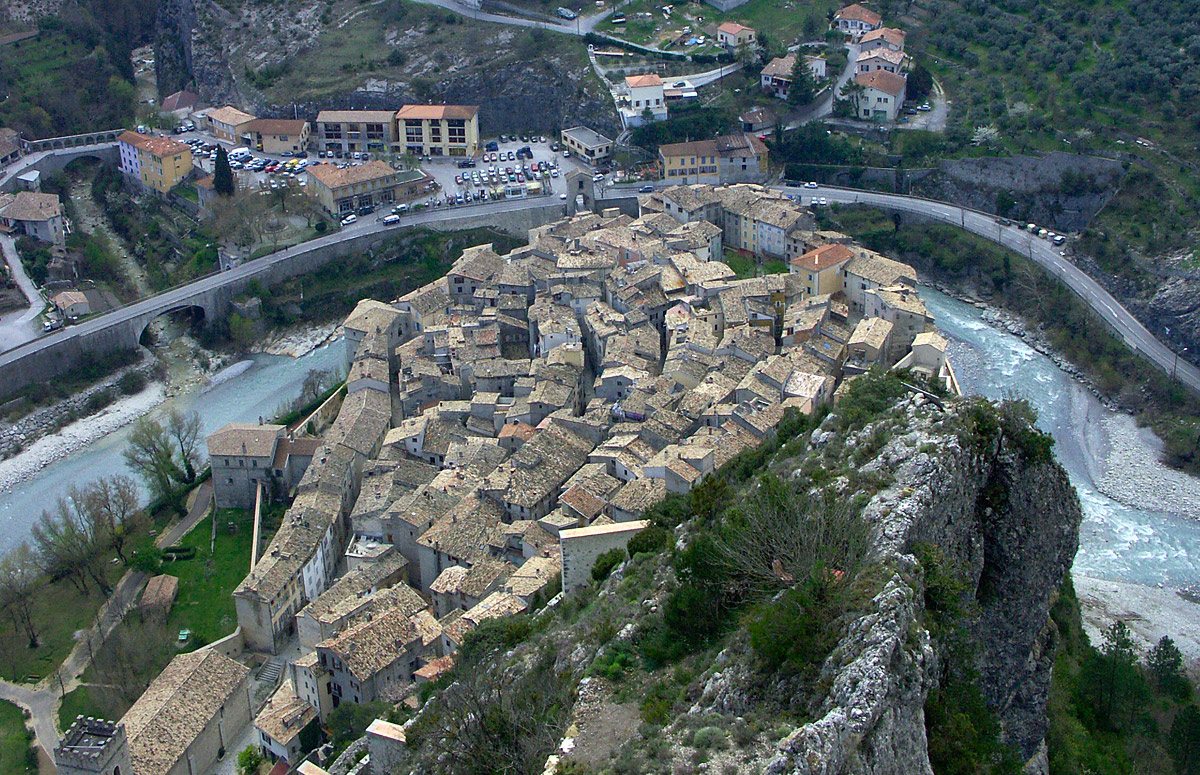
Floden Var gör en krök genom orten Entrevaux.

Var är en flod i sydöstra Frankrike, som mynnar i Medelhavet. Största delen av floden flyter genom departementet Alpes-Maritimes, med en kortare sträcka om ungefär 15 kilometer i departementet Alpes-de-Haute-Provence. Departementet Var är uppkallat efter floden, men floden flyter inte genom departementet med samma namn. Floden bildade förr departementets östra gräns, men 1860 överfördes ett område väster om floden till Alpes-Maritimes. 
Var har sin källa nära bergspasset Col de la Cayolle i sydvästra delarna av Alperna och flyter 12 mil österut och rinner ut i Medelhavet mellan Nice och Saint-Laurent-du-Var.
Var flyter igenom följande departement och städer:
- Alpes-Maritimes: Guillaumes
- Alpes-de-Haute-Provence: Entrevaux
- Alpes-Maritimes: Puget-Théniers, Carros, Saint-Laurent-du-Var